# Stairway to Heaven
«Stairway to Heaven» (укр. Сходи до небес) — пісня британського рок-гурту Led Zeppelin. Авторами пісні є гітарист гурту Джиммі Пейдж та вокаліст Роберт Плант. Композиція ввійшла до четвертого альбому гурту під четвертим номером у списку. Пісню визнано однією з найкращих в історії музики. Вона зайняла 31 позицію у списку 500 найкращих пісень усіх часів за версією журналу Rolling Stone, а телеканал VH1 надав композиції 3 сходинку в чарті 100 найкращих рок-пісень у 2000 році. У Сполучених Штатах ця пісня стала такою, що найбільше замовляють та передають на радіостанціях. Попри це, сингл-версія пісні вийшла лише у листопаді 2007 року для підтримки збірки Mothership, і посіла 37 місце у хіт-парадах Великої Британії.
Особливими рисами композиції є таємничий текст, який, здається, складається з уривків багатьох інших віршів та гітарне соло. Навколо тексту ходить багато різних пліток, які кажуть про її антихристиянський зміст. Пісня є поєднанням головних стилів гурту: фолковий вступ продовжує потужний хард-роковий програш. Соло у пісні визнано найкращим гітарним соло всіх часів.
Пісня набула такої популярності, що її почали називати гімном рок-музики. Дуже багато виконавців відтворювали цю композицію. Серед них і Deep Purple, які грали соло з композиції на своїх концертах, та багато інших відомих гуртів.

## Створення та запис
Роботу над альбомом Led Zeppelin IV Led Zeppelin вели у Гедлі Ґрейндж, старовинному маєтку у Східному Гемпширі. Сім з восьми пісень альбому були вдало створені і записані. Але були проблеми з головною композицією — «Stairway to Heaven». Пейдж розповідав:
|  | Я вже декілька місяців возив за собою касети із записами гітарних партій, і майже завершив з іншими інструментами, як одного ранку прийшов Роберт з готовим текстом. Ми лише виправили декілька слів у тексті, і це, власне, вся робота, яку ми зробили над віршами. |

Написання тексту та створення аранжировки відбувалося одночасно. Поки троє інструменталістів створювали музику, вокаліст писав один з найзагадковіших віршів в історії музики. За словами Пейджа, музиканти заряджали одне одного власною енергією при створенні пісні. Особливість звучання інструментів у Хедлі Ґрейндж була не такою, як потрібно для запису. У своєму інтерв'ю журналові Guitar World, Пейдж розповідав:
|  | Ритм-трек до пісні складався з моїх акустичних партій, синтезатора Джонса та барабанів Джона Бонама. Але у Хедлі Ґрейндж акустика та барабани зовсім не виходили. Тому була потрібна велика простора студія. |